# Jochen Berger
Jochen Berger (Hildburghausen, 1946. július 19. – Mainz, 2010. július 26.) német rali-navigátor.

## Pályafutása
Honfitársával, Walter Röhrlel 1974-ben megnyerte az európai ralibajnokságot.
Röhrl navigátoraként 1973 és 1976 között összesen tizennégy világbajnoki versenyen vett részt. Ez időszak alatt egy futamgyőzelmet szereztek; kettősük az 1975-ös Akropolisz-ralin lett első. Sikerük az Opel autógyár első győzelme volt a rali-világbajnokságon.

### Rali-világbajnoki győzelem
| #  | Dátum             | Rali            | Versenyző    | Autó        | Összefoglaló |
| -- | ----------------- | --------------- | ------------ | ----------- | ------------ |
| 1. | 1975. május 24-31 | Akropolisz-rali | Walter Röhrl | Opel Ascona | Összefoglaló |